# Ц реактивни протеин
Ц реактивни протеин (скраћено CRP) је β2-глобулин крви, молекулске масе 140.000 далтона (Da), који се ствара у јетри. Његово име је повезано са чињеницом да реагује са Ц-полисахаридом капсуле пнеумокока. Ц реактивни протеин су открили Тилет и Франсис 1930. године.
Његова референтна граница варира од лабораторије до лабораторије (од 0 do 1,0 mg/dl или мање од 10 mg/l) али су начелно то вредности испод 3 mg/l. Концентрација Ц реактивног протеина се повећава неколико сати након почетка запаљења (на >100 mg/l), и зато се сматра поузданим индикатором (маркером) за рано откривање; бактеријске инфекције, сепсе, акутног и хроничног запаљења, некрозе тумора, пнеумококне пнеумонија, туберкулозе и инфаркта миокарда. У лабораторијској дијагностици CRP, је због напред наведених особина један од највише испитиваних маркер запаљења у протеинима плазме.

## Патофизиологија
Ц реактивни протеин има високу осетљивост и малу специфичност. То значи да Ц реактивни протеин може да открије присуство упале негде у телу, али не и њену тачну локацију. Код здравих особа Ц реактивни протеин (CRP) је присутан у врло ниским концентрацијама (<3 mg/l). Уз њега, у крви постоје и други тзв. запаљењски протеини, попут фибриногена, амилоида А и интерлеукина 6.
Многи истраживачи сматрају да висок ниво CRP може бити јадан од ризика у појави срчаних обољења. Међутим, није познато да ли је CRP само знак кардиоваскуларних болести, или заправо он игра улогу у изазивању срчаних проблема.
Ц реактивни протеин има вишеструку физиолошку улогу у имунском систему човека, као што је нпр изражено везивање на фосфохолин на површини мртвих или умирућих ћелија (оштећених инфекцијом, запаљењем или траумом), везивање на нуклеарне антигене и одређене патогене организма, када тако везан активира систем комплемента (који уништава ћелију) или активира FC-рецепторе (који садрже одређене ћелије имунског система нпр макрофаг), или тако везан на ћелијама служи као опсонин.
У фази неспецифичног имуног одговора организма на неку инфекцију, CRP је важан имунолошки протеин. Повећање његове концентрације у крви настаје већ 6 до 9 часова након почетка инфекције, а максимум достиже након једног до три дана, од претходног пораста концентрације интерлеукина 6, којег излучују различите имунске ћелије.
Имунолошки ефекти Ц реактивног протеина су бројни, а најзначајни су: 
- активација комплемента,
- супресија или активација одређених типова Т-лимфоцита
- производње неких цитокина,
- могућност везивања бактеријских полисахарида и фосфолипида из ткива оштећених запаљењем, траумом или инфекцијом.

## Значај примена у дијагностици
Одређивање вредности Ц реактивног протеина најчешће се користи за потврду постојања;
- акутних запаљења или инфекције
- органских болести, попут инфаркта срчаног мишића,
- тромбозе,
- разних стања у хроничним болестима, као што су хроничне упале,
- реуматске болести
- малигних тумора.

Такође Ц реактивни протеин је важан за разликовање вирусних од бактеријских запаљења. Наиме, код вирусних инфекција које прати повишена седиментација и повишен број леукоцита, CRP остаје на нижим вредности него код бактеријске инфекција, када су његове вредности пуно више.
CRP се доста примењује и у диференцијалној дијагностици упале зглобова и мишића код ране упале зглобних овојница. Одрађивање CRPи је значајно и у дијагностици симптома болести дигестивног система, нарочито ка диференцијално дијагностичка метода за разликовање иритабилног колона од неке органске болести црева, као и за разликовање улцерозног колитиса од Кронове болести.
Осим у дијагностици акутних запаљењских реакција, процена концентрације CRP корисне се и у праћењу тока болести, односно успешности лечења. Тако нпр након успешне примене антибиотске терапије, концентрација CRP у серуму пада брже од седиментације еритроцита, па се праћењем његове концентрације може спречити непотребно узимање мање делотворног или неделотворног антибиотика, односно правовремено се такав антибиотик може заменити ефикаснијим. Ово посебно има значај и од велике је важности у дијагностици и праћењу успешности лечења инфекција у недоношчади и новорођенчади.
Након хируршких захвата, концентрација CRP расте након 2 до 6 часа, а пада до трећег дана након операције. Не дође ли до пада вредности CRP након тог времена, то упућује на могућу инфекцију као једну од компликација након оперативног захвата.

### Ц реактивни протеин у процени кардиоваскуларног ризика
Мерење концентрација Ц реактивног протеина у серуму у пракси се показало као врло важан и добар показатељ могуће појаве увећаног кардиоваскуларног ризика. Ризика појаве инфаркта срчаног мишића код особа са повећаним вредностима CRP, знатно је израженији код особа код којих је истовремено присутан већи број фактора ризика за развој ове болесте, али и код оних који имају ниске вредности ЛДЛ холестерола у крви.
Како постоји претпоставка да Ц реактивни протеин утиче на развој атеросклерозе, његове повишене вредности објашњавају на неки начин разлога због којих нека особа доживе акутни инфаркт срчаног мишића или мождани удар и при ниским или нормалним концентрације липида у крви.
Према бројним истраживањима, Ц реактивни протеин се показао и као доста поуздани индикатор у смислу најаве могућег коронарног или можданог догађаја нпр следећег инфаркта срца, можданог удара или болести периферних артерија (тромбозе), и зато се све више користи за праћење ефикасности лечења кардио-васкуларних болести.
Релативно висок ниво hs-CRP у иначе здравих особа говори о повећаном ризику од могућег срчаног удара, можданог удара, изненадне срчане смрти, и/или периферне артеријске болести, чак и када је ниво холестерола у границама прихватљивог.
Људи са вишим hs-CRP имају највећи ризик од кардиоваскуларних болести, за разлику од оних са мањим вредностима код којих је ризик значајно мањи. Наиме, појединци који имају hs-CRP резултате на горњој граници, нормалног опсега, имају 1,5 до 4 пута већи ризик од срчаног удара, од оних са hs-CRP на доњој граници нормалног опсега.
На основу напред изнетог, а према ставу Америчкој асоцијацији за срце, праћење вредности високо осетљивог Ц реактивног протеина (тзв. енгл. high sensitivity - hs-CRP) може омогућити рану процену ризика појаве кардиоваскуларних болести код неких особа:
- hs-CRP нижи од 1 mg/L - низак ризик
- hs-CRP нижи од 1–3 mg/L - умерен ризик
- hs-CRP већи од 3 mg/L - висок ризик.

Нереално снижене вредности Ц реактивног протеина може се појавити код болесника који се лече лековима за смањење нивоа масноћа у крви (нпр статинима) или на терапији аспирином.

### Концентрације Ц реактивног протеина у различитим патолошким стањима
| Бактеријске инфекције           | mg/l        | Вирусне инфекције               | mg/l     |
| ------------------------------- | ----------- | ------------------------------- | -------- |
| Септички артритис               | 80 до > 200 | Упала плућа                     | 10 до 20 |
| Менингитис                      | 80 до > 200 | Менингитис                      | 10 до 20 |
| Упала плућа                     | 80 до > 200 | Грип                            | 10 до 20 |
| Пиелонефритис                   | 60 до > 200 | Запаљење горњих дисајних путева | 10       |
| Упала крајника                  | 30 до 60    | Прехлада                        | 10       |
| Запаљење средњег ува            | 10 до 40    |                                 |          |
| Запаљење горњих дисајних путева | 10 до 40    |                                 |          |

| Неинфективне унутрашње болести  | mg/l       | Некрозе          | mg/l     |
| ------------------------------- | ---------- | ---------------- | -------- |
| Реуатоидни артритис             | 30 до> 200 | Инфаркт миокарда | 10 до 30 |
| Системски еритемски лупус (СЕЛ) | 10-20      | Малигне болести  | 10 до 40 |
| Реуматска полимиалгија          | 10 до 30   |                  |          |
| Акутни панкреатитис             | 10 до 30   |                  |          |